# Traian T. Coșovei
Traian T. Coșovei (ur. 28 listopada 1954, zm. 1 stycznia 2014 w Bukareszcie) – rumuński poeta, członek Związku Pisarzy Rumunii.
Syn pisarza Traian Coșovei i Marii Urdăreanu. W 1979 ukończył studia na Wydziale Literatury i Języka Rumuńskiego Uniwersytetu w Bukareszcie.
Pisarz tzw. "80-tej Generacji", członek Koła Literackiego "Poniedziałek" kierowanego przez Nicolae Manolescu oraz grupy literackiej kierowanej przez Ovid S. Crohmălniceanu.

## Twórczość
- 1978 – Ninsoarea electrică (1978, Elektryczny śnieg)
- 1980 – 1, 2, 3 SAU (1980, 1, 2, 3 Następny)
- 1982 – Cruciada întreruptă (1982,  Przerwana krucjata)
- 1982 – Aer cu diamante (1982, Powietrze z diamentami)
- 1983 – Poemele siameze (1983, Wiersze Siameze)
- 1986 – În așteptarea cometei (1986, Do czasu komety)
- 1987 – Rondul de noapte (1987, Widziana noc)
- 1990 – Pornind de la un vers (1990, Zaczynając z jednej linii)
- 1994 – Bătrânețile unui băiat cuminte (1994, Starość dobrego chłopaka)
- 1994 – Mickey Mouse e mort (1994, Myszka Miki nie żyje)
- 1996 – Ioana care rupe poeme (1996, Ioana która łamie wiersze)
- 1997 – Patinează sau crapă! (1997, Jedź lub zgiń)
- 1998 – Ninsoarea electrică (1998, Elektryczny śnieg)
- 1998 – Percheziționarea îngerilor (1998, Szukają aniołów)
- 1998 – Lumină de la frigider (1998, Światło z lodówki)
- 1999 – Bună dimineața, Vietnam! (1999, Dzień dobry, Wietnam!)
- 2000 – Hotel Urmuz (2000, Hotel Urmuz)
- 2002 – Institutul de glasuri (2002, Instytut głosu)
- 2002 – Vânătoarea pe capete (2002)
- 2004 – Greva căpșunelor (2004, Truskawkowy Strajk)
- 2010 – Aeorstate plângând (2010, Płacz Aerostaty)

## Nagrody
- Nagroda Nowicjusz Unii Rumuńskich Pisarzy (1979)
- Nagroda Stowarzyszenia Pisarzy Bukaresztu (1994)
- Nagroda Akademii Rumuńskiej (1996)